# Мантия

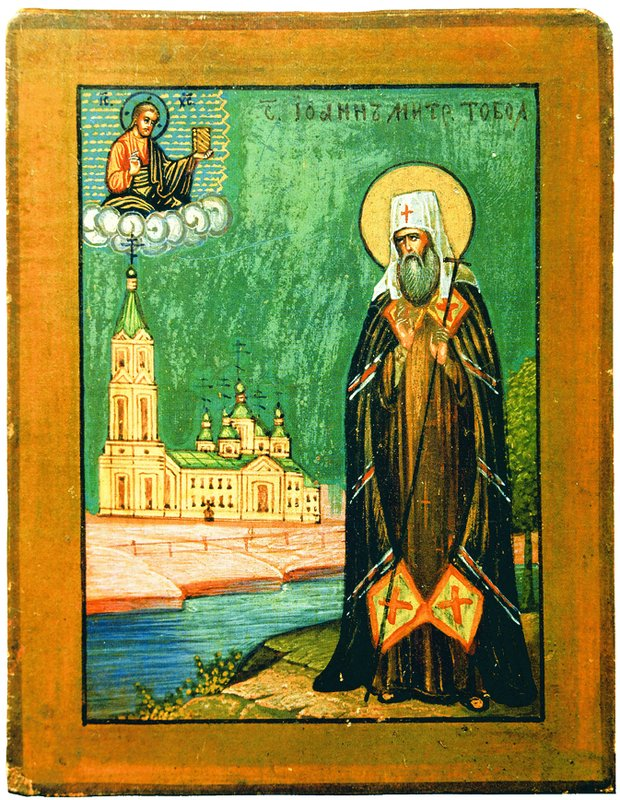
Святитель Иоанн Тобольский в мантии

Ма́нтия (от лат. mantum — «плащ») — часть торжественного облачения монарха, служителей церкви, магов, некоторых категорий чиновников (в частности, у судей — судейская мантия), а также учёных и преподавателей (академическая одежда).

## Королевская мантия
Мантия — торжественное облачение монарха. Как правило, шилась из бархата и подбивалась горностаевым мехом. Цвет бархата зависел от основного геральдического цвета государственного герба, но в большинстве случаев был пурпурного (тёмно-красного) цвета. Бархатная поверхность мантии расшивалась золотом. Узор был наполнен глубоким символическим смыслом. Также использовались геральдические фигуры государственного герба. По своей форме мантия представляет полукруг, без рукавов, с длинным шлейфом. В Средние века была распространена мантия прямого покроя на горностаевом меху с короткой меховой пелериной. Она носила название сок (фр. socq).

### Российская императорская мантия
Мантия золотого бархата, подбитая горностаевым мехом с длинным шлейфом. Расшита геральдическими орлами государственного герба Российской империи.

### Австро-Венгерская императорская мантия
Мантия пурпурного бархата, подбитая горностаевым мехом, по подолу расшитая золотыми лавровыми и дубовыми ветвями, а по поверхности небольшими изображениями золотых двуглавых коронованных орлов. Украшена золотыми шнурами с золотыми же кистями.

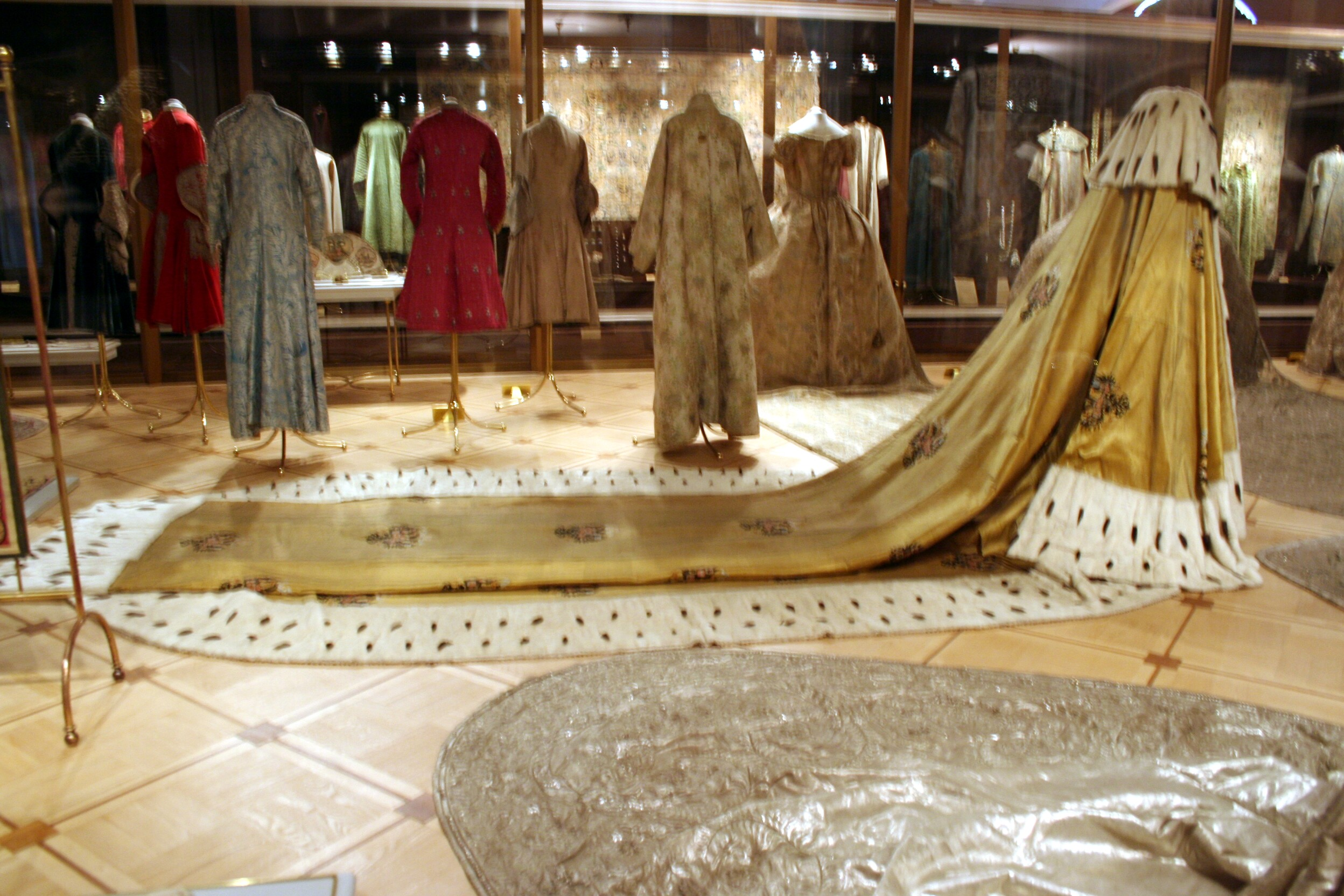
Российская императорская мантия
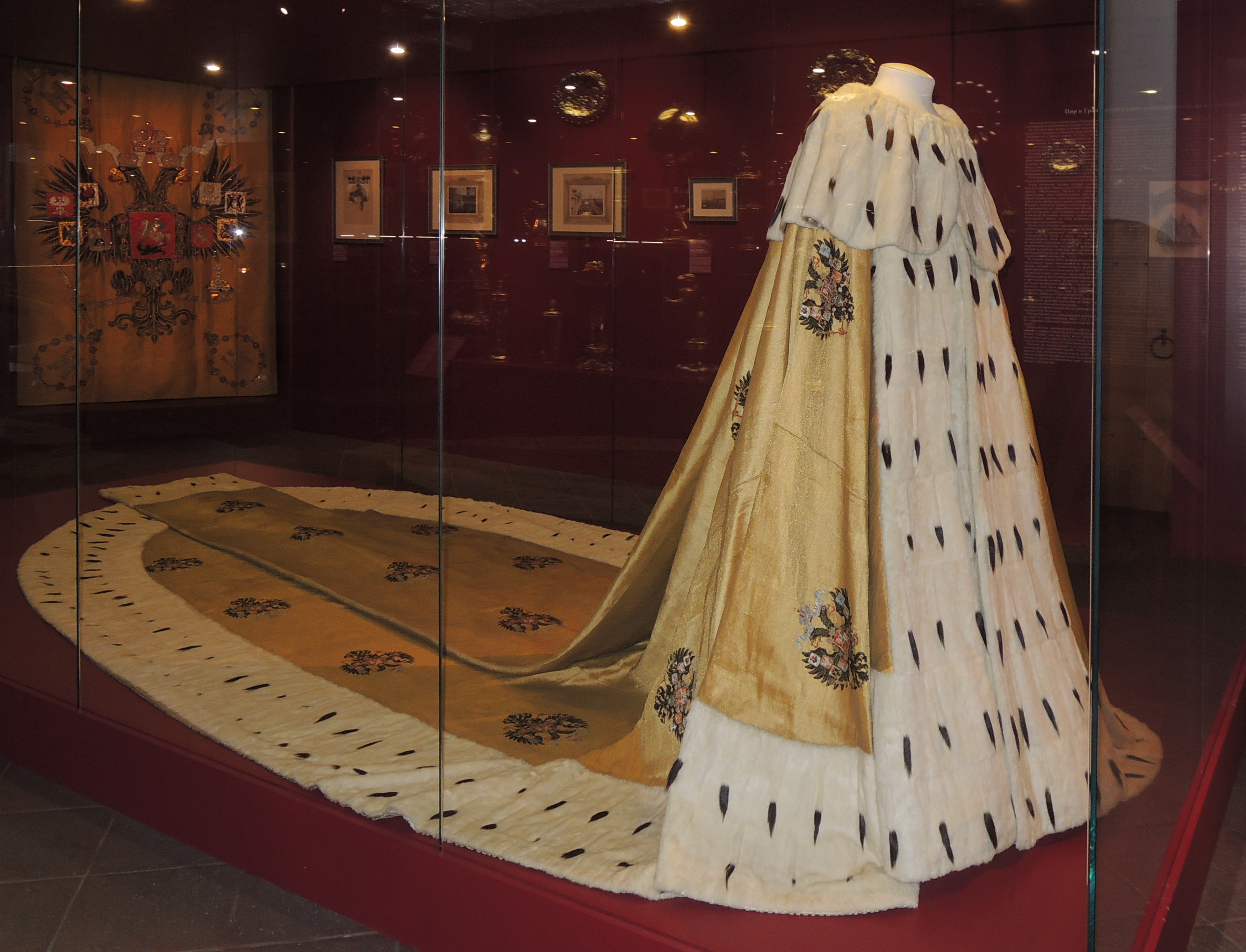
Коронационная мантия вдовствующей царицы Марии Фёдоровны, 1896 г. Из собрания Оружейной палаты
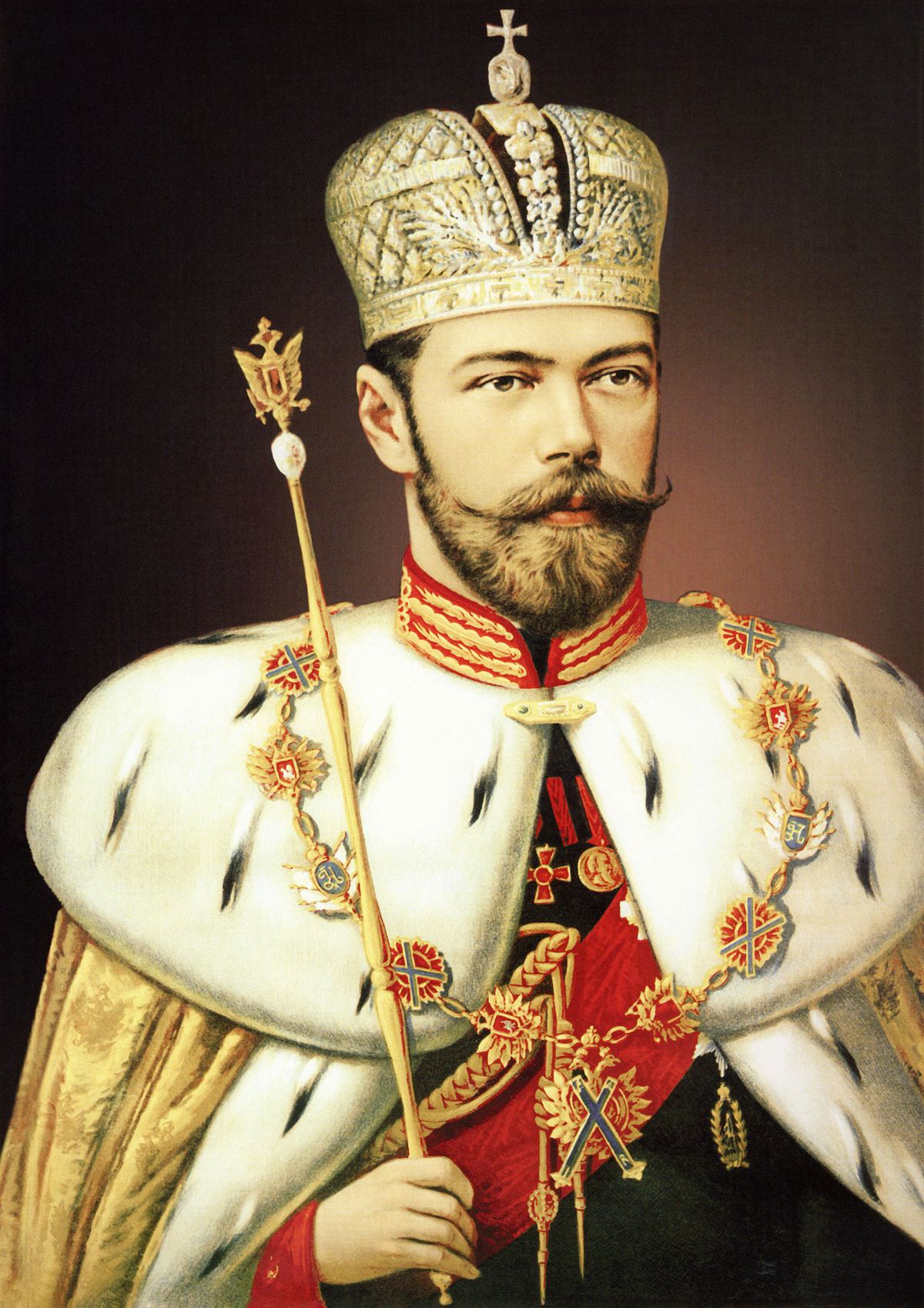
Николай II в русской императорской мантии
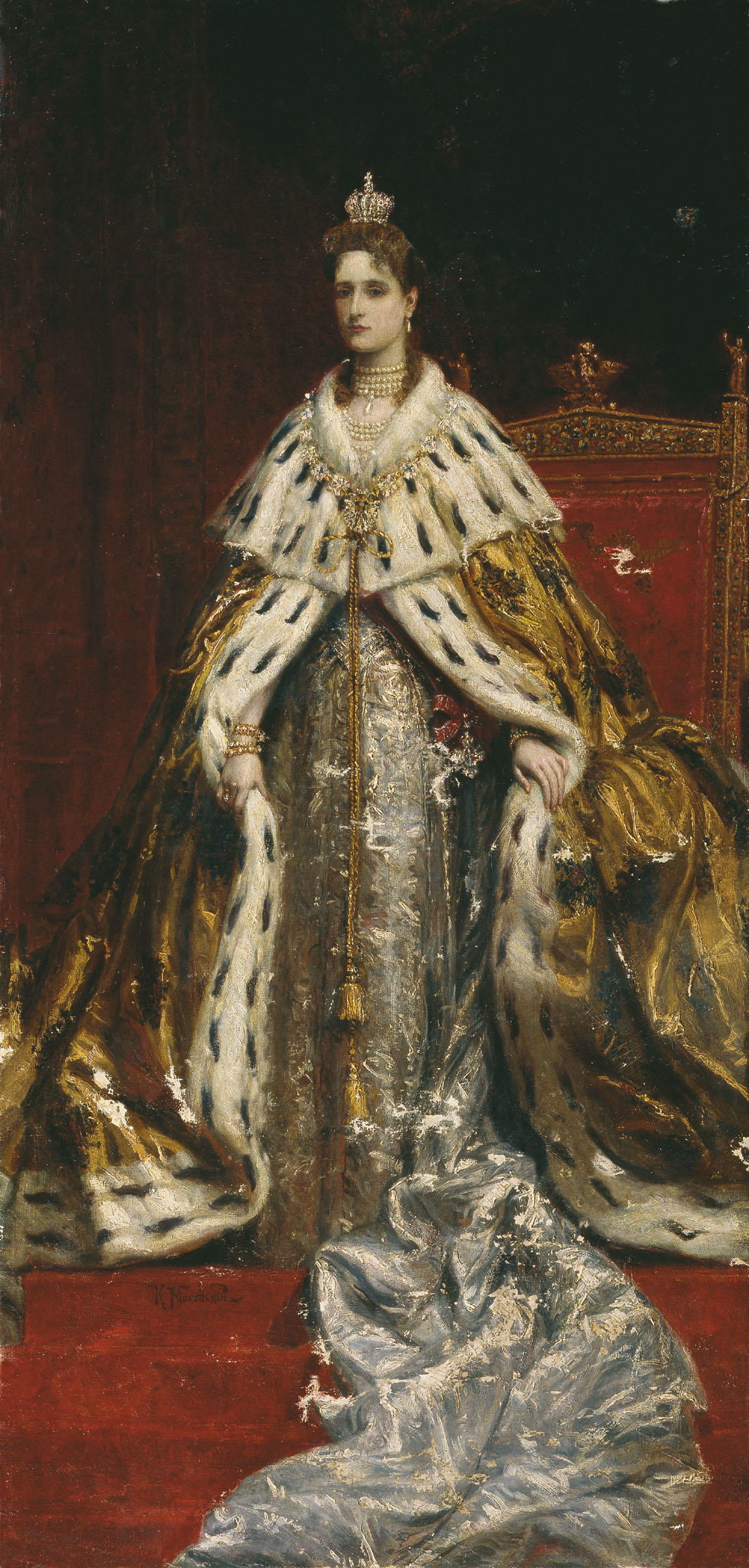
Царица Александра Фёдоровна в коронационной мантии, парадный портрет Константина Маковского
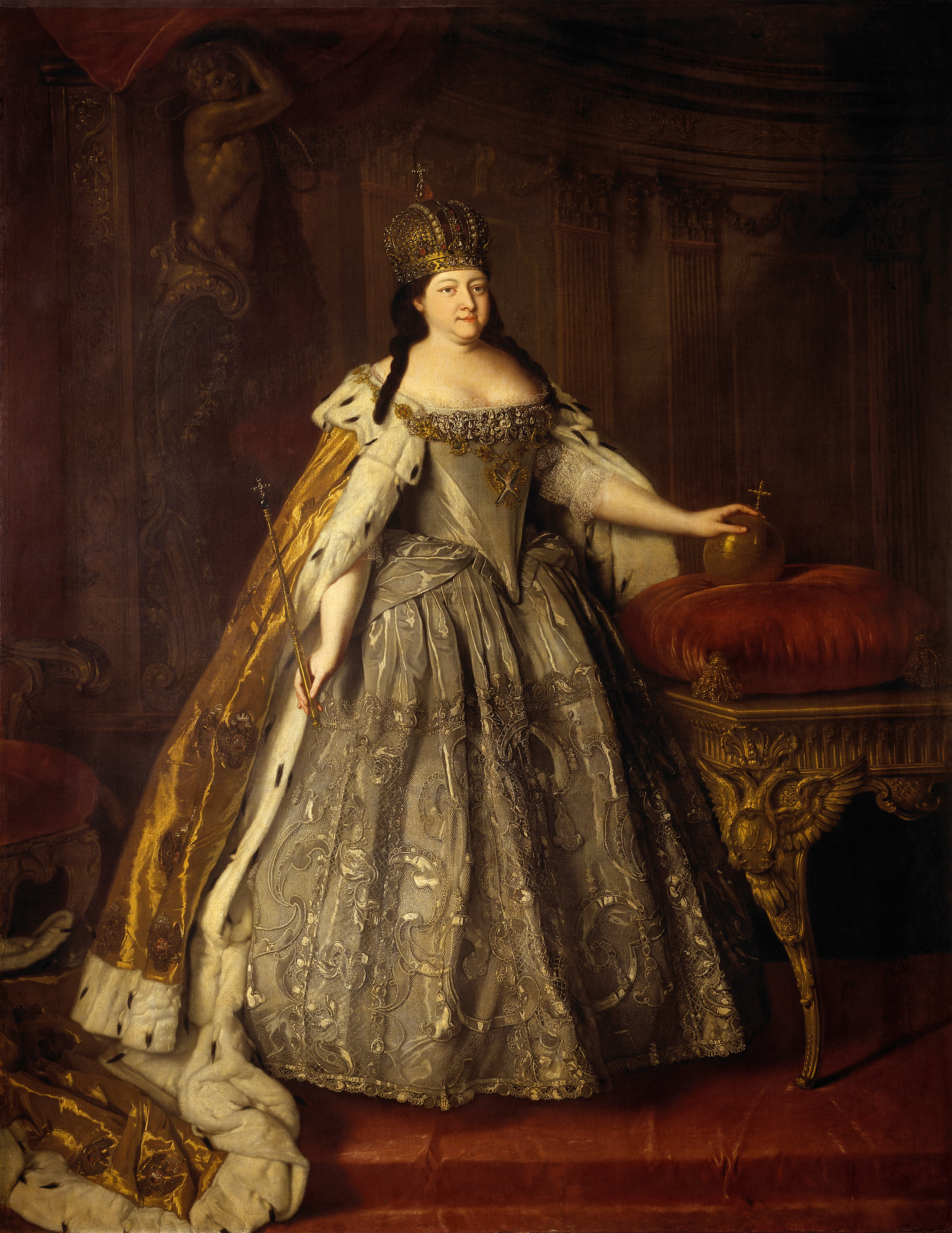
Парадный портрет Анны Иоанновны кисти Луи Каравака, из собрания Третьяковской галереи
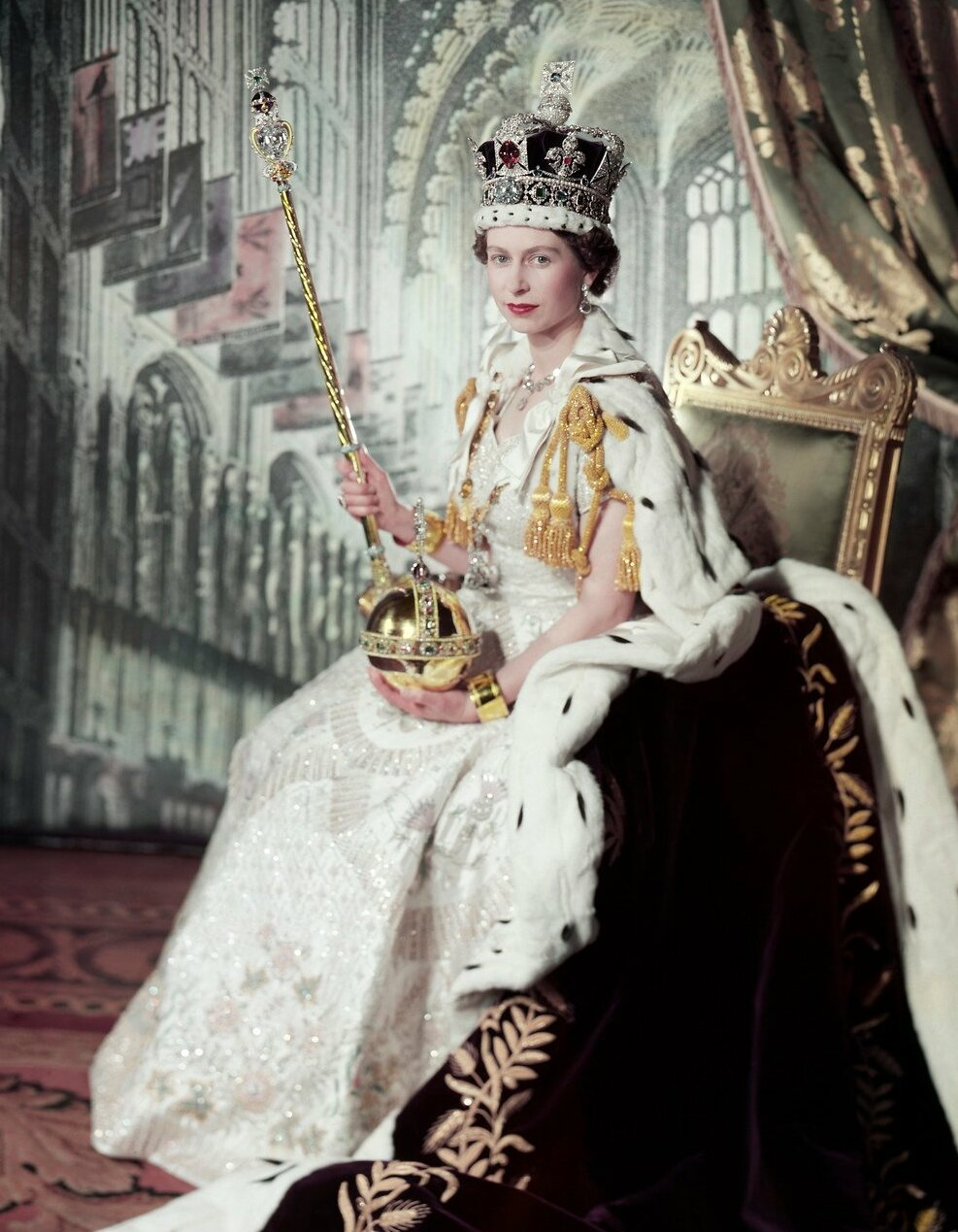
Английская королева Елизавета II в мантии во время своей коронации.
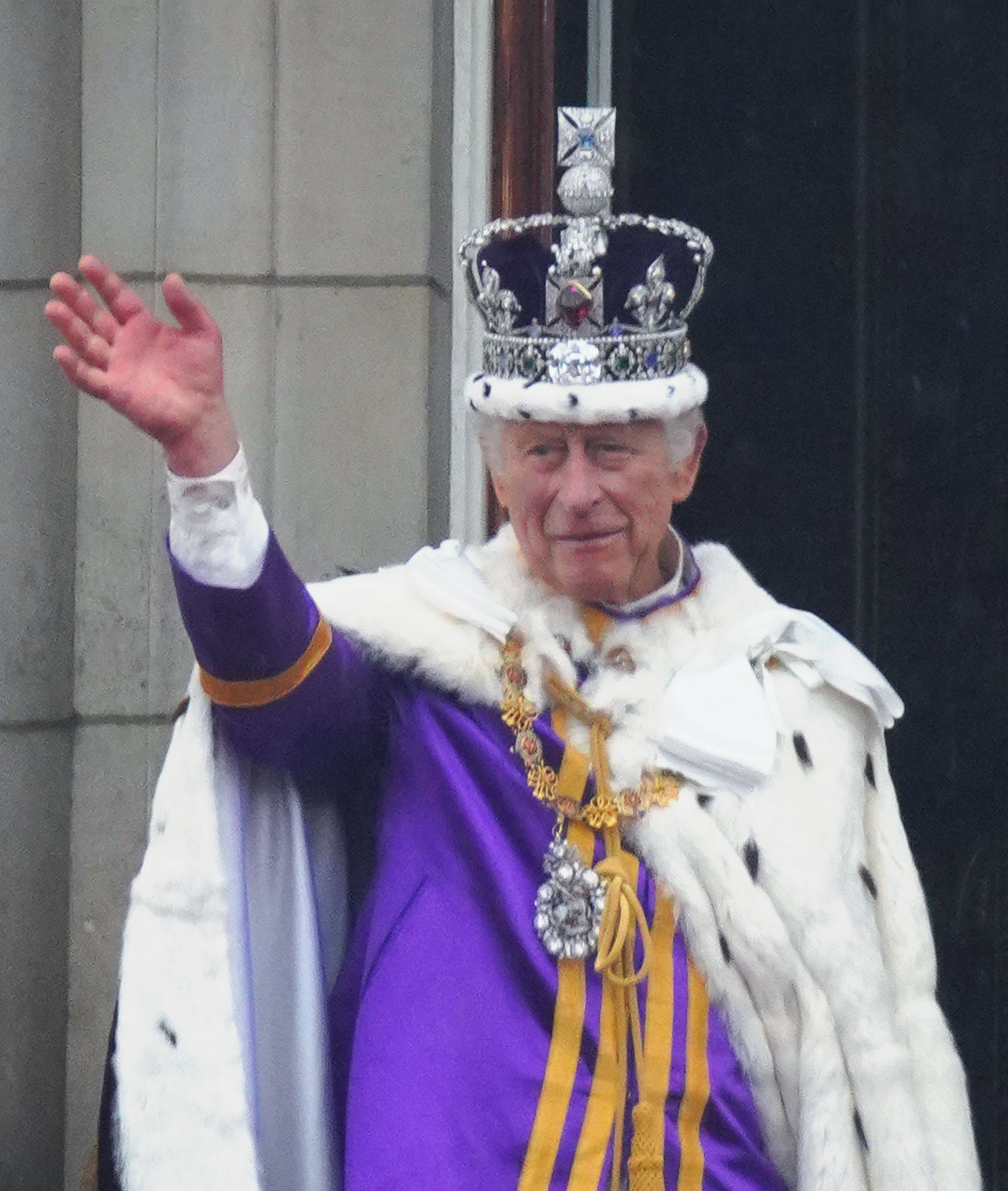
Английский король Карл III в мантии во время своей коронации, на балконе Букингемского дворца
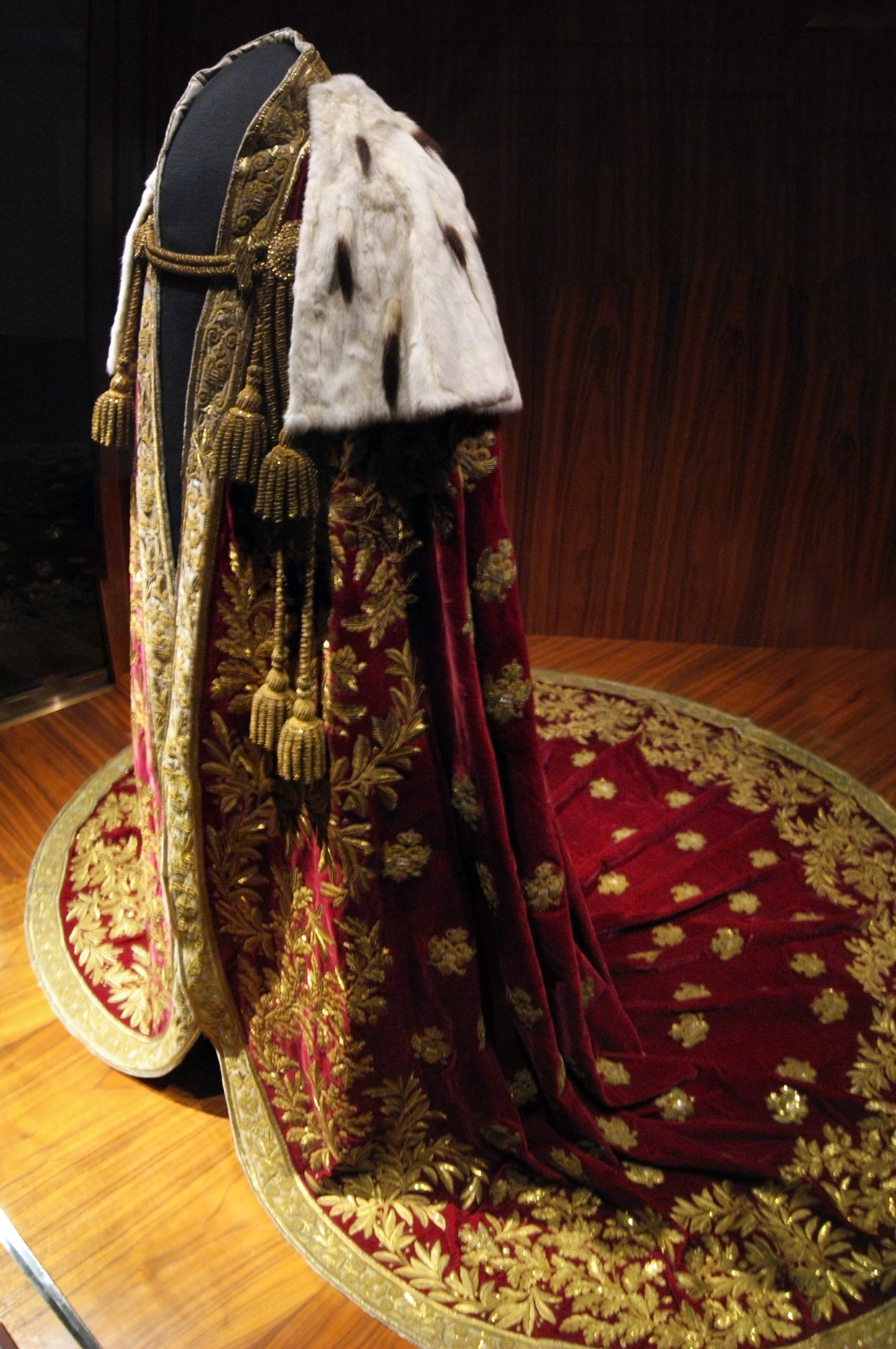
Австро-венгерская императорская мантия
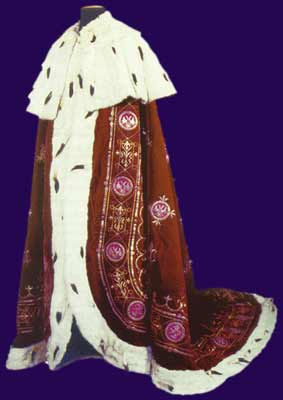
Мантия сербского короля Петра I Карагеоргиевича
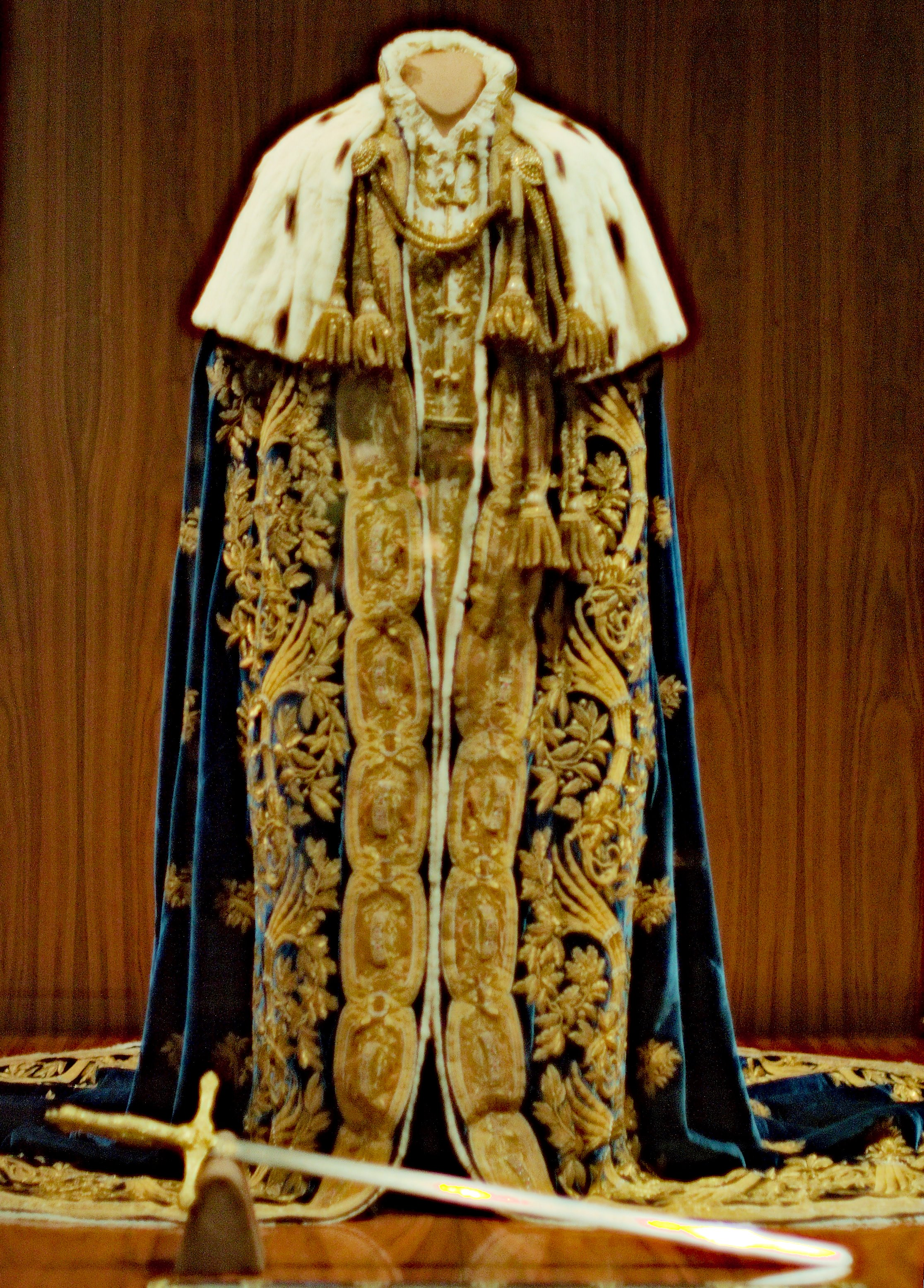
Мантия ломбардо-венецианских королей
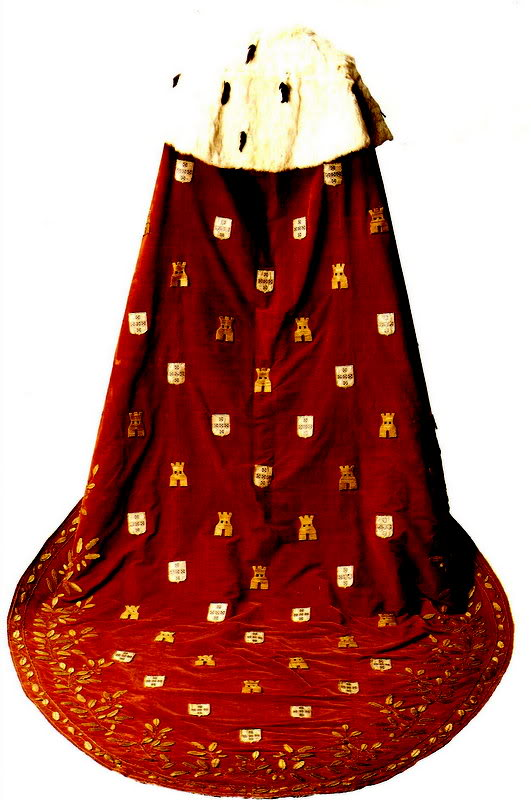
Мантия португальского короля Луиша I
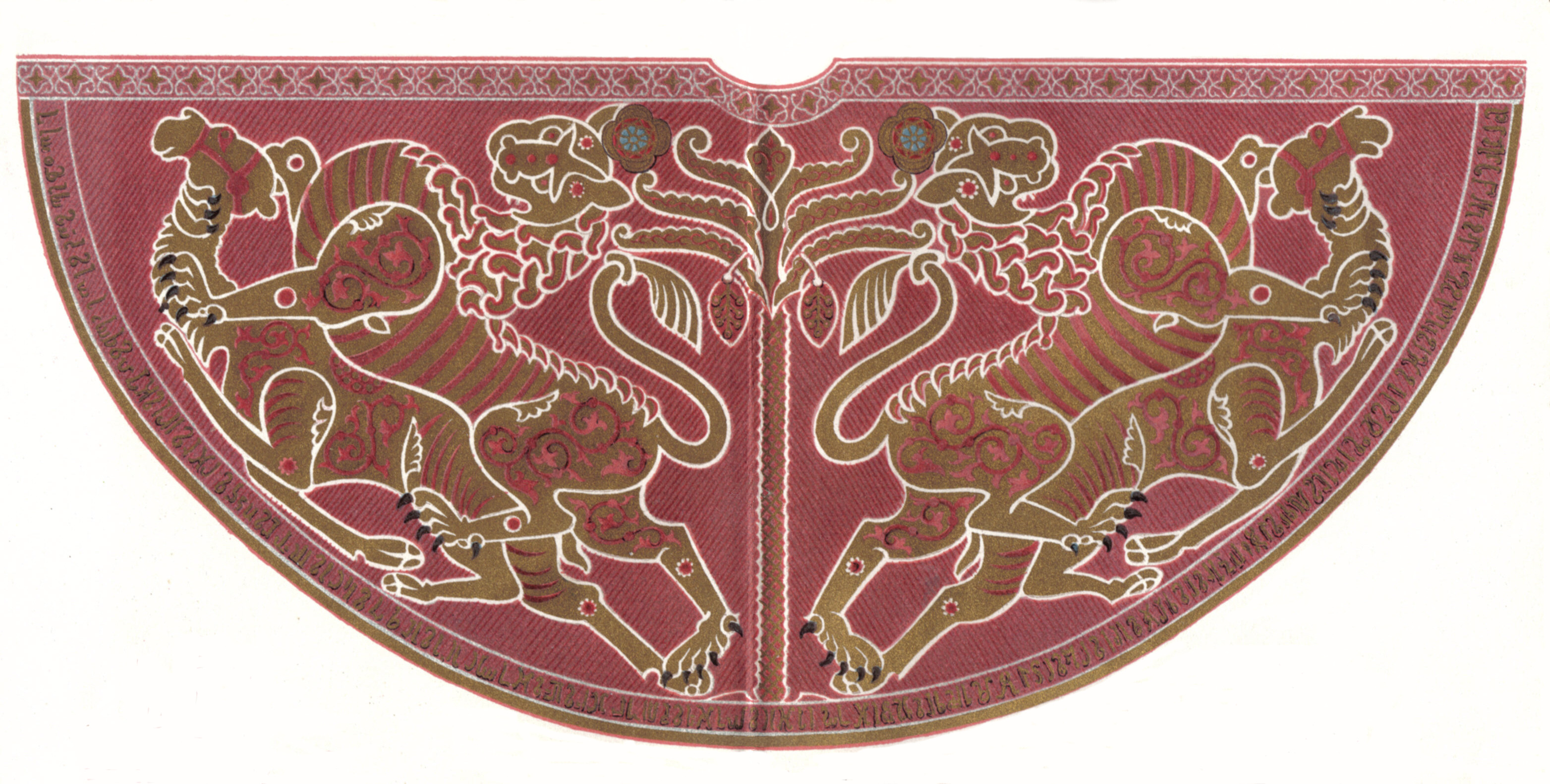
Мантия императоров Священной Римской империи

## Облачение монашествующих

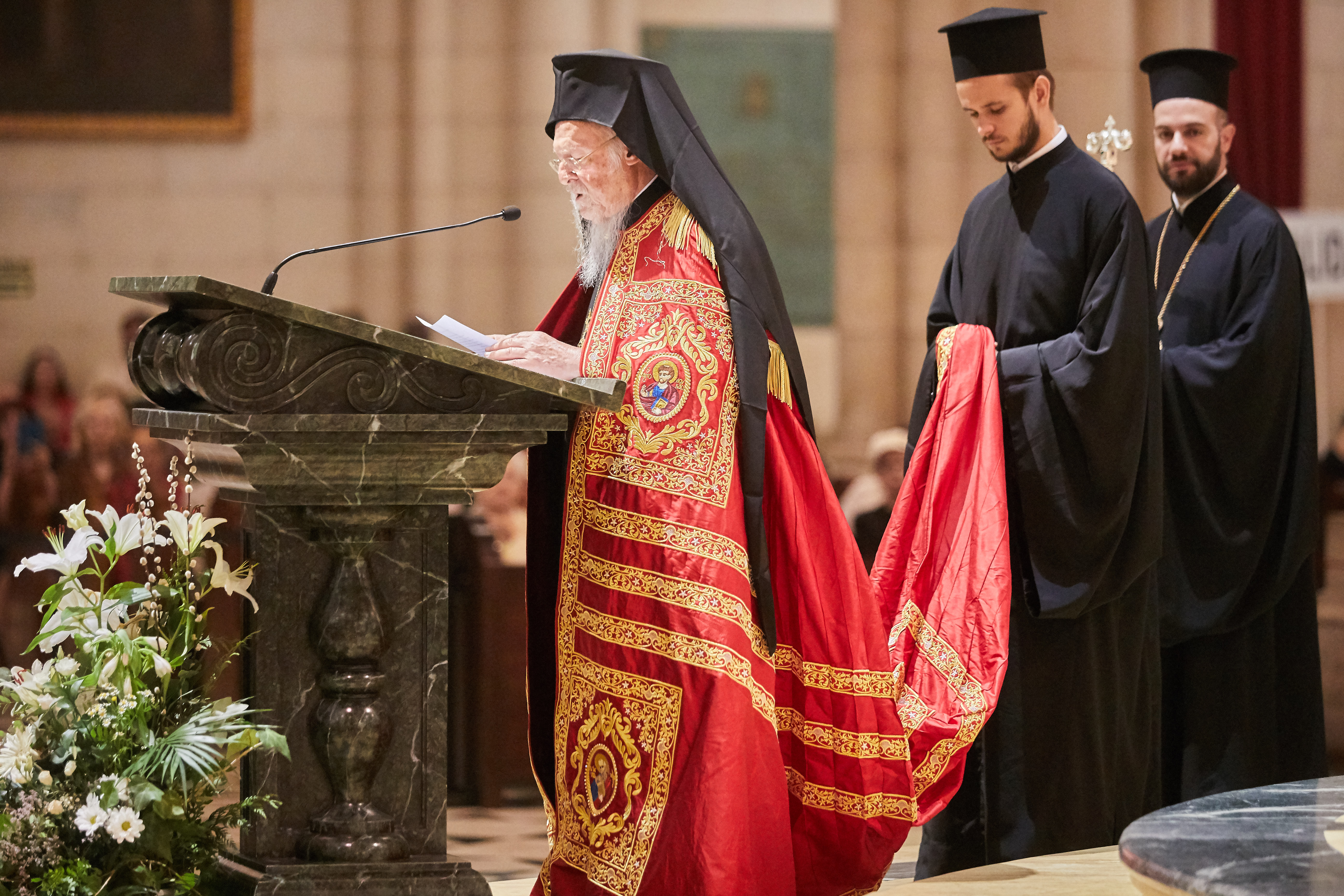
Патриарх Константинопольский Варфоломей в епископской мантии

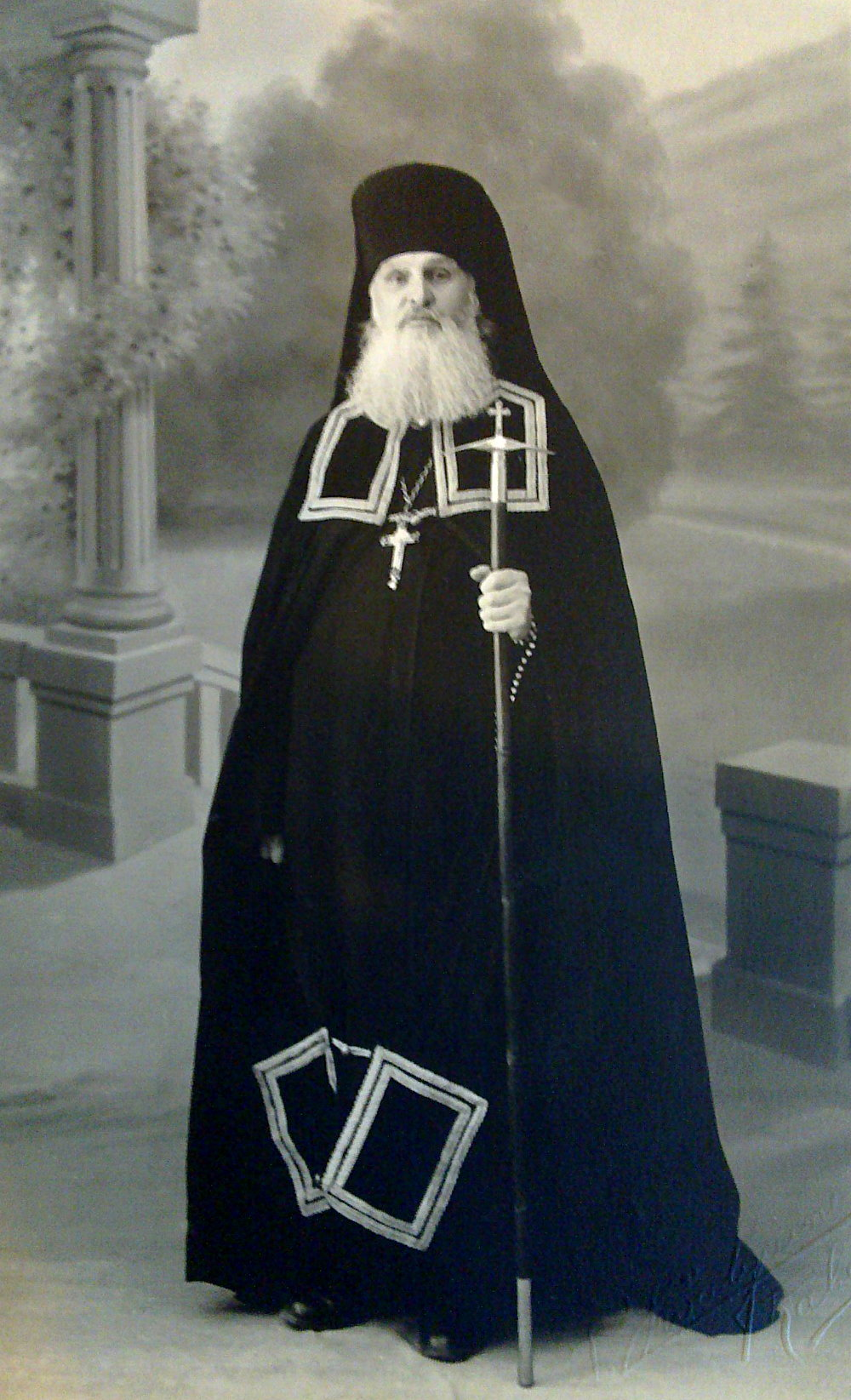
Архимандрит в чёрной мантии со скрижалями

В православии мантия является верхним одеянием для всех монашествующих, как имеющих церковный сан (архиереев, архимандритов, иеромонахов, иеродиаконов), так и простых монахов (не ниже малосхимников) и возникла в IV—V веках.
У монахов мантия представляет собой длинную, до земли чёрную накидку без рукавов с застёжкой на вороте, покрывающую подрясник и рясу. Шьётся из шелковых тканей (в РПЦ обычно из крепдешина). Имеет сорок складок, по числу дней поста Господня, символизируя постническую жизнь монаха. В чинопоследовании монашеского пострига мантия называется одеждой нетления и чистоты. Во время богослужений монахи в священном сане (иеромонахи, игумены) могут использовать мантию со шлейфом — служебную мантию. Разновидностью монашеской мантии является укороченный вариант — полумантия. Полумантия бывает разной длины (по локоть, по пояс, выше колен), обычно из более плотной, чем у мантии ткани. Нижние либо все края мантии (воскрилия) часто бывают красного цвета, что символизирует пролитую кровь Спасителя. В древности полумантию применяли для келейного пользования, сейчас всё чаще в повседневном (небогослужебном) использовании, что связано прежде всего с большей практичностью в использовании.
Мантии архимандритов такие же, как у монахов, но со шлейфом и имеют застёжку не только сверху на вороте но и снизу над полами. Помимо этого архимандритские мантии имеют 4 скрижали — две сверху и две снизу у застёжек.

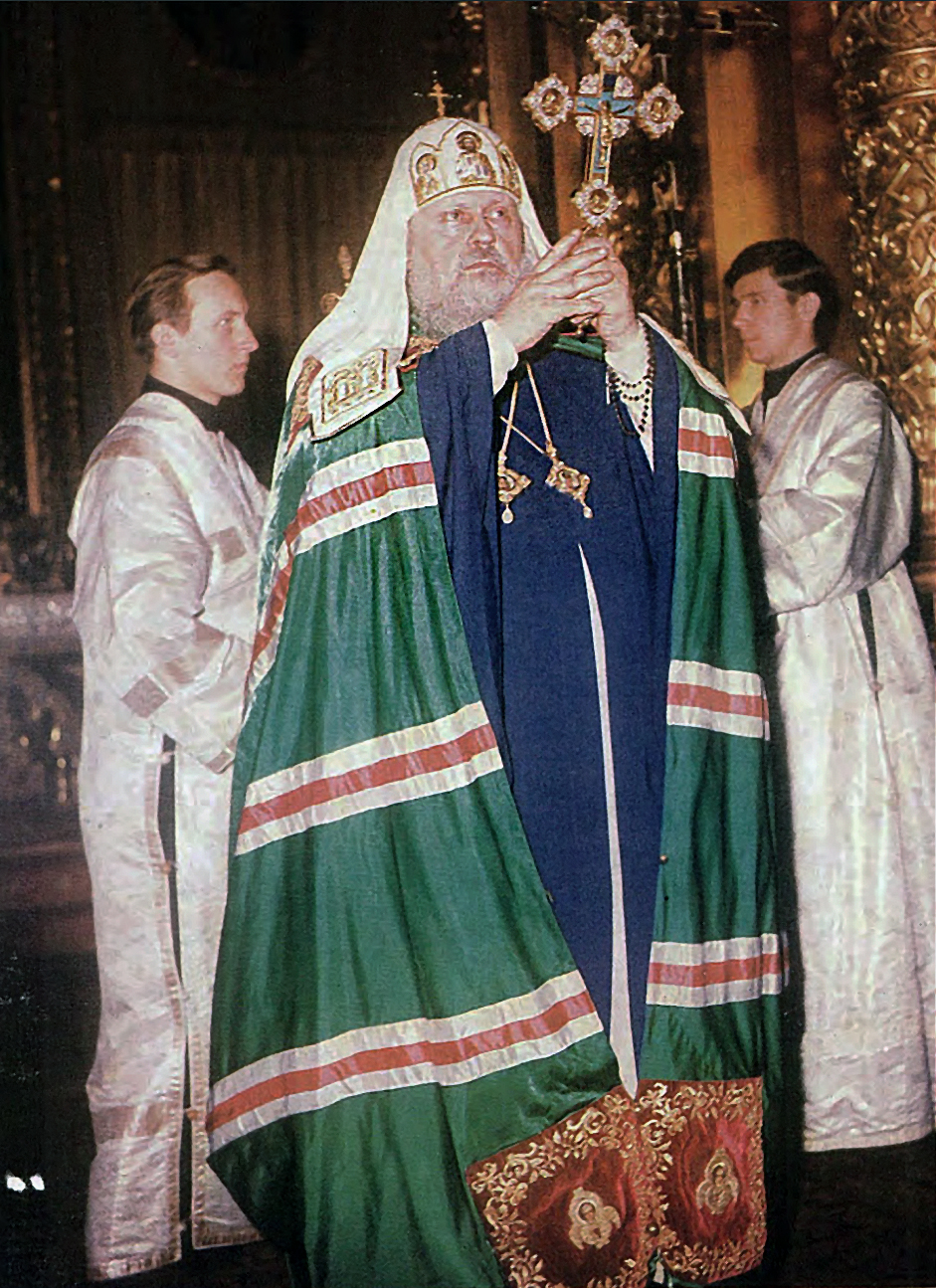
Патриарх Пимен в зелёной патриаршей мантии

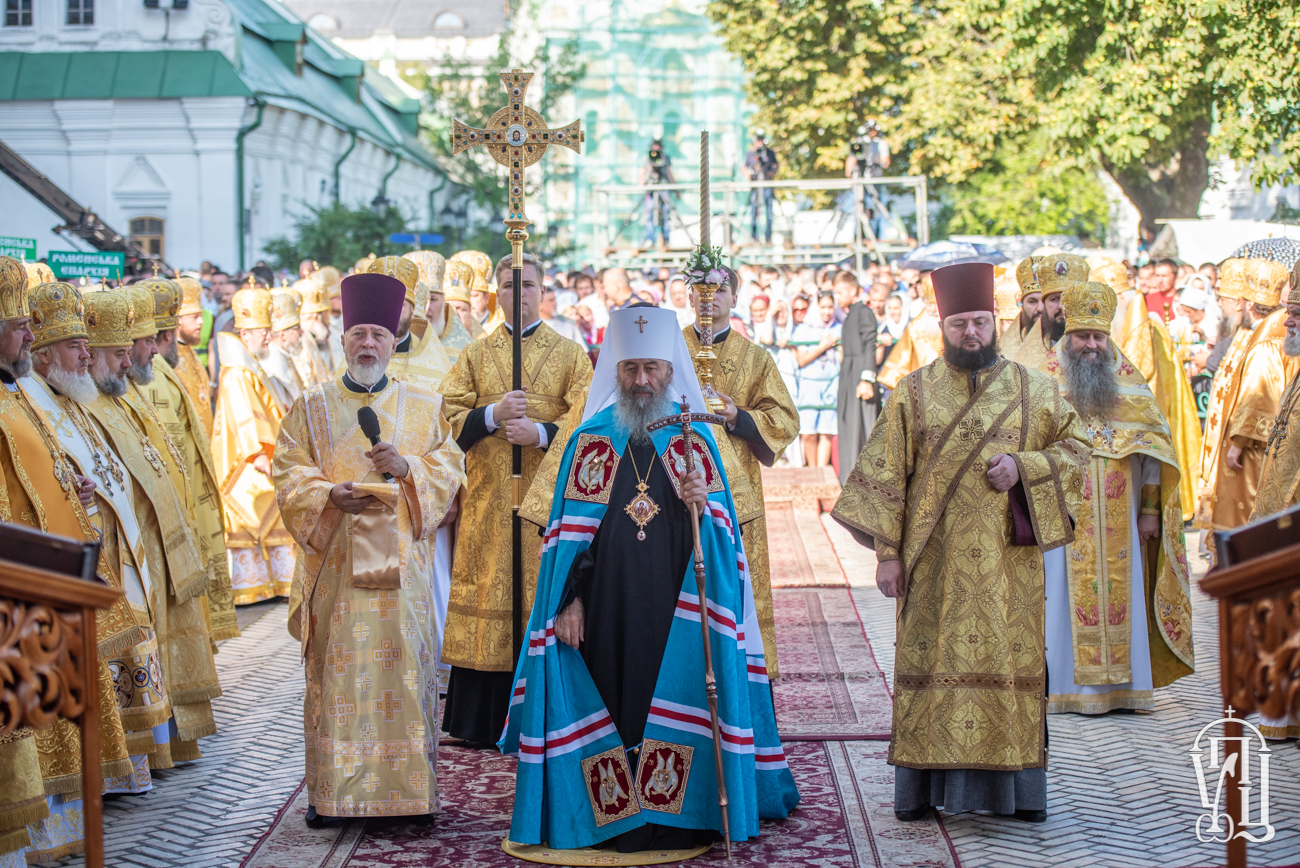
Митрополит Киевский Онуфрий в епископской мантии митрополичьего голубого цвета

Мантии у архиереев (епископы, архиепископы, митрополиты, патриархи) такие же, как у архимандритов, но с более длинным шлейфом и как правило пурпурного цвета. Кроме этого на мантию архиерея нашиваются в три ряда белые и красные (в иных случаях золотые) ленты из другой ткани — так называемые «источники», или «струи». Они символически изображают учение, истекающее из Ветхого и Нового Заветов, проповедовать которое — обязанность епископа. Шлейф у мантии довольно длинный и поэтому его, как правило, носят за архиереем его иподиаконы.
В некоторых поместных церквях существуют епископские мантии различных цветов, согласно сану архиерея. Например, в Русской православной церкви архиерейские мантии имеют строгую цветовую систему — у патриарха Московского — она зелёная, у митрополитов — голубая или синяя, у архиепископов и епископов — фиолетовая или пурпурная. В Польской православной церкви, а также в Православных церквях Америки и Чешских земель и Словакии «цветовая гамма» мантий соответствует системе, принятой в Русской православной церкви. В Константинопольской, Александрийской, Антиохийской, Иерусалимской, Грузинской, Румынской, Кипрской, Элладской и Албанской православных церквях все архиерейские мантии — алого или пурпурного цвета или иногда голубого, независимо от сана архиерея (будь он патриарх, архиепископ, митрополит или епископ). Патриархи Сербские и Болгарские носят мантии зеленого цвета, как и Патриарх Московский. Во время Великого поста надевается такая же мантия, только чёрная (независимо от архиерейского сана).
Во всех православных поместных церквях мантия архиерея, как и мантия архимандрита, имеет скрижали — четырёхугольные платы, размещаемые на верхней части мантии, с изображением крестов или серафимов и с инициалами архиерея или архимандрита — на нижней. Скрижали на мантии означают, что епископ, управляя церковью, должен руководствоваться заповедями Божиими. Мантия надевается архиереем при торжественном входе в храм, на литию, молебны, а также во время торжественных процессий и церемоний.